# Kinema Junpō
Kinema Junpō (キネマ旬報), souvent abrégé en  Kinejun (キネ旬), est une revue de cinéma japonaise créée en juillet 1919.

## Historique
En juillet 1919, paraît un feuillet de quatre pages spécialisé dans le cinéma non japonais, édité par quatre personnes. La publication s'arrête en décembre 1940 en raison de la guerre et reprend en mars 1946. Depuis ce temps et jusqu'à aujourd'hui, la revue paraît deux fois par mois, le 5 et le 20.

## Top TenetKinema Junpō Awards
En 1924, la revue décerne deux prix couronnant le film le plus « plaisant » et le plus « artistique » parmi les films non japonais. En 1926, le prix s'étend aux films japonais. Depuis, la revue élit chaque année le meilleur film japonais et le meilleur film étranger.
À partir de 1972, les lecteurs de Kinema Junpō choisissent eux aussi leur meilleur film dans le cadre des Kinema Junpō Awards.

## Catégories de récompense
- Prix Kinema Junpō (Kinema Junpō Award)
- Prix du choix des lecteurs (Readers' Choice Award)
- Meilleur film japonais de tous les temps (Best Japanese movies of all time)
- Meilleur film en langue étrangère (Best Foreign Language Film)

## Kinema Junpō Top 10

### Meilleurs films japonais de tous les temps (liste de 2009)
| #  | Film                                      | Year |
| -- | ----------------------------------------- | ---- |
| 1  | Voyage à Tokyo                            | 1953 |
| 2  | Les Sept Samouraïs                        | 1954 |
| 3  | Nuages flottants                          | 1955 |
| 4  | Chronique du soleil à la fin de l'ère Edo | 1957 |
| 5  | Combat sans code d'honneur                | 1973 |
| 6  | Vingt-quatre prunelles                    | 1954 |
| 7  | Rashōmon                                  | 1950 |
| 8  | Le Pot d'un million de ryō                | 1935 |
| 9  | L'Homme qui a volé le soleil              | 1979 |
| 10 | Jeu de famille                            | 1983 |

### Meilleurs films non japonais de tous les temps (liste de 2009)
| #  | Film                        | Year |
| -- | --------------------------- | ---- |
| 1  | Le Parrain                  | 1972 |
| 2  | West Side Story             | 1961 |
| 2  | Taxi Driver                 | 1976 |
| 4  | Le Troisième Homme          | 1949 |
| 5  | À bout de souffle           | 1960 |
| 5  | La Horde sauvage            | 1969 |
| 7  | 2001, l'Odyssée de l'espace | 1968 |
| 8  | Vacances romaines           | 1953 |
| 8  | Blade Runner                | 1982 |
| 10 | La Chevauchée fantastique   | 1939 |
| 10 | Les Enfants du paradis      | 1945 |
| 10 | La strada                   | 1954 |
| 10 | Sueurs froides              | 1958 |
| 10 | Lawrence d'Arabie           | 1962 |
| 10 | Le Conformiste              | 1970 |
| 10 | Apocalypse Now              | 1979 |
| 10 | Le Sud                      | 1983 |
| 10 | Gran Torino                 | 2008 |

### Meilleurs films d'animation japonais de tous les temps (liste de 2009)
| #  | Film                                                                                | Year |
| -- | ----------------------------------------------------------------------------------- | ---- |
| 1  | Le Château de Cagliostro                                                            | 1979 |
| 2  | Nausicaä de la Vallée du Vent                                                       | 1984 |
| 3  | Mon voisin Totoro                                                                   | 1988 |
| 4  | Crayon Shin-chan: Fierceness That Invites Storm! The Adult Empire Strikes Back (en) | 2001 |
| 5  | Akira                                                                               | 1988 |
| 6  | Le Chat botté                                                                       | 1969 |
| 7  | Le Serpent blanc                                                                    | 1958 |
| 7  | Horus, prince du Soleil                                                             | 1968 |
| 7  | Lamu : Un rêve sans fin                                                             | 1984 |
| 10 | Le Château dans le ciel                                                             | 1986 |
| 10 | Le Tombeau des lucioles                                                             | 1988 |
| 10 | Un été avec Coo                                                                     | 2007 |
| 10 | Summer Wars                                                                         | 2009 |

### Meilleurs films d'animation non japonais de tous les temps (liste de 2010)
| #  | Film                                       | Year |
| -- | ------------------------------------------ | ---- |
| 1  | Fantasia                                   | 1940 |
| 2  | L'Étrange Noël de monsieur Jack            | 1993 |
| 3  | Blanche-Neige et les Sept Nains            | 1937 |
| 4  | Le Roi et l'Oiseau                         | 1980 |
| 5  | Le Hérisson dans le brouillard             | 1975 |
| 6  | Douce et Criquet s'aimaient d'amour tendre | 1941 |
| 7  | Toy Story                                  | 1995 |
| 8  | Là-haut                                    | 2009 |
| 8  | L'Homme qui plantait des arbres            | 1987 |
| 10 | Le Géant de fer                            | 1999 |
| 10 | Un mauvais pantalon                        | 1993 |

## Prix Kinema Junpō

### Palmarès 1987

#### Meilleur film en langue étrangère
- Aliens, le retour (Aliens) •  Royaume-Uni  États-Unis

### Palmarès 1990

#### Meilleur film en langue étrangère
- Piège de cristal (Die Hard) •  États-Unis

### Palmarès 2003

#### Meilleur film en langue étrangère
- Les Sentiers de la perdition (Road to Perdition) •  États-Unis

### Palmarès 2007

#### Meilleur film en langue étrangère
- Mémoires de nos pères (Flags of Our Fathers) •  États-Unis

#### Meilleur réalisateur de film en langue étrangère
- Mémoires de nos pères (Flags of Our Fathers) – Clint Eastwood

## Prix du choix des lecteurs

### Palmarès 2003

#### Meilleur film en langue étrangère
- Les Sentiers de la perdition (Road to Perdition) •  États-Unis

### Palmarès 2007

#### Meilleur film en langue étrangère
- Mémoires de nos pères (Flags of Our Fathers) •  États-Unis